# Tony Ray
Tony Ray, pseudonimo di Raymond Anthony Forbes (Kingston, 19 aprile 1949), è un musicista giamaicano di origini israeliane.
È considerato uno dei pionieri del reggae in Israele, grazie alla pubblicazione nel 1981 dell'album I Feel Like Reggae, riconosciuto come il primo album reggae completo prodotto nel paese.

## Carriera
Nel 1963 Tony Ray si trasferì con la famiglia a Bristol, dove iniziò a occuparsi di musica. La sua prima band fu The Lurks, in cui ricopriva il ruolo di bassista e cantante. In seguito suonò con i The Cocktails, con cui si esibì in tour in Europa e Medio Oriente.
Nel 1970 si trasferì a Tel Aviv dopo un tour in Israele con i The Cocktails. Nel 1981 uscì il suo album d'esordio che conteneva canzoni sia in inglese che in ebraico; l'album ottenne un successo moderato. Successivamente ha pubblicato altri sette album e nel 1998 ha aperto il Rasta Club a Tel Aviv, uno dei pochi club in Israele dedicati alla musica Reggae.
Nel 1986 Ray e la sua band ebbero una breve apparizione nel film Alex Holeh Ahavah. Partecipò anche come ospite musicale nella serie televisiva di sketch comici Zehu Ze!. Tony ebbe un ruolo secondario nel finale della seconda stagione di Shemesh.

## Discografia
- 1981 I Feel Like Reggae
- 1985 Burn de Wicked Man
- 1987 Reggae Man
- 1990 Do De Reggae
- 1995 Drive Me Crazy
- 2007 The Voice of Jamaica
- 2013 Children of the World
- 2015 No More Wars